# ديك غاردنر
ديك غاردنر (بالإنجليزية: Dick Gardner)‏ (22 ديسمبر 1913 - ) هو لاعب كرة قدم بريطاني في مركز مهاجم داخلي. لعب مع مانشستر يونايتد.